# Altdorf (powiat Esslingen)
Altdorf – miejscowość i gmina w Niemczech, w kraju związkowym Badenia-Wirtembergia, w rejencji Stuttgart, w regionie Stuttgart, w powiecie Esslingen, wchodzi w skład związku gmin Neckartenzlingen. Leży na przedpolu Jury Szwabskiej, ok. 18 km na południowy zachód od Esslingen am Neckar.